# 薩拉薩拉區

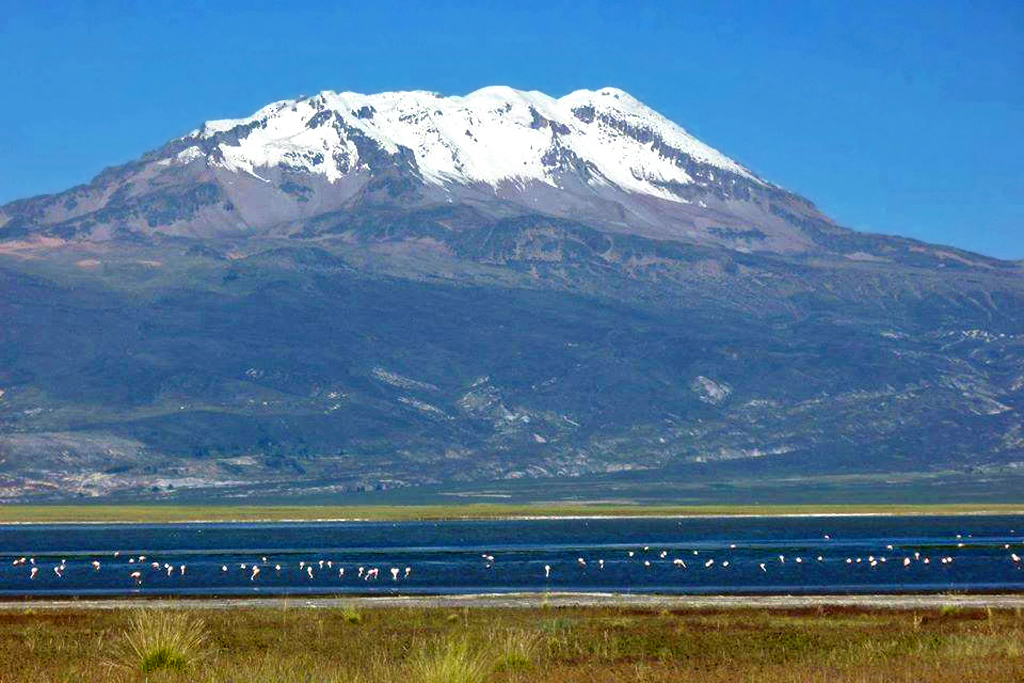

15°14′42″S 73°27′19″W / 15.2449°S 73.4553°W
薩拉薩拉區（西班牙語：Distrito de Sara Sara），是秘魯的一個區，位於該國中南部阿亞庫喬大區的保卡爾德爾薩拉薩拉省，始建於1985年1月2日，面積79.6平方公里，海拔高度3,300米，2005年人口791，人口密度每平方公里9.9人。